# Büyükyaka, Yeşilova
Büyükyaka là một xã thuộc huyện Yeşilova, tỉnh Burdur, Thổ Nhĩ Kỳ. Dân số thời điểm năm 2010 là 457 người.